# Limnonectes namiyei
Limnonectes namiyei é uma espécie de anfíbio da família Ranidae.
É endémica do Japão.
Os seus habitats naturais são: florestas secas tropicais ou subtropicais e rios.
Está ameaçada por perda de habitat.